# Double Dagger
Double Dagger es una película estadounidense dirigida por Pablo Veliz, realizada en los estudios de Laguna Films en Estados Unidos, con las participaciones estelares de Sandra Echeverría como Carmen, Gerardo Valdivia como Álvaro, LaVar Veale como Bishop, Jason Cox como Andy y Manuel García como Damian.

## Sinopsis
Álvaro es el propietario de lo que solía ser la tienda más destacada de joyería en Los Ángeles. Ahora se enfrenta a la quiebra y la pérdida de un imperio que le llevó años construir. En el pasado era un famoso ladrón internacional, y ahora está planeando el golpe más grande de su vida.

## Reparto
- Sandra Echeverría ... Carmen
- Gerardo Valdivia ... Álvaro
- LaVar Veale ... Bishop
- Jason Cox ... Andy
- Manuel García ... Damian
- Johnny Hartman ... Edgar
- Corando Martinez ... Vince